# Mistrzostwa Świata FIBT 2007
Mistrzostwa Świata FIBT 2007 odbywały się w dniach 24 stycznia – 4 lutego 2007 w amerykańskim Lake Placid. Odbyły się trzy konkurencje bobslejowe, dwie skeletonowe oraz, po raz pierwszy, konkurencja mieszana bobslejowo-skeletonowa.

## Skeleton
- Data: 27 stycznia 2007

### Mężczyźni
| Miejsce | Sportowiec           | Narodowość        | Czas    |
| ------- | -------------------- | ----------------- | ------- |
| 1       | Gregor Stähli        | Szwajcaria        | 4:36.26 |
| 2       | Eric Bernotas        | Stany Zjednoczone | +1.58   |
| 3       | Zach Lund            | Stany Zjednoczone | +1.78   |
| 4       | Markus Penz          | Austria           | +1.90   |
| 5       | Aleksandr Trietjakow | Rosja             | +3.12   |
| 6       | Martins Dukurs       | Łotwa             | +3.35   |
| 7       | Jeff Pain            | Kanada            | +3.37   |
| 8       | Daniel Mächler       | Szwajcaria        | +3.97   |
| 9       | Adam Pengilly        | Wielka Brytania   | +4.02   |
| 10      | Frank Kleber         | Niemcy            | +4.15   |
| 11      | Kristan Bromley      | Wielka Brytania   | +4.27   |
| 12      | Caleb Smith          | Stany Zjednoczone | +4.37   |
| 13      | Siergiej Czudinow    | Rosja             | +4.47   |
| 14      | Paul Boehm           | Kanada            | +4.52   |
| 15      | Anthony Sawyer       | Wielka Brytania   | +4.63   |
| 16      | Grégory Saint-Géniès | Francja           | +4.86   |
| 17      | Jon Montgomery       | Kanada            | +4.95   |
| 18      | Tomass Dukurs        | Łotwa             | +5.00   |
| 19      | Ben Sandford         | Nowa Zelandia     | +5.02   |
| 20      | Christopher Hedquist | Stany Zjednoczone | +5.20   |
| 21      | Alberto Polacchi     | Włochy            | 3:31.88 |
| 22      | Dirk Matschenz       | Holandia          | 3:32.10 |
| 23      | Masaru Inada         | Japonia           | 3:32.26 |
| 24      | Kazuhiro Koshi       | Japonia           | 3:32.51 |
| 25      | Peter van Wees       | Holandia          | 3:33.30 |
| 26      | Urs Vescoli          | Australia         | 3:36.58 |
| 27      | Ivan Pokos           | Chorwacja         | 3:37.65 |
| 28      | Patrick Singleton    | Bermudy           | 3:38.13 |
| 29      | Matt Skolnik         | Słowacja          | 3:39.94 |
| 30      | Marek Tempel         | Polska            | 3:41.38 |
| DNS     | Patrick Shannon      | Irlandia          |         |

### Kobiety
- Data: 26 stycznia 2007

| Miejsce | Zawodnik             | Narodowość                           | Czas     |
| ------- | -------------------- | ------------------------------------ | -------- |
| 1       | Noelle Pikus-Pace    | Stany Zjednoczone                    | 4:44:13  |
| 2       | Maya Pedersen-Bieri  | Szwajcaria                           | +1.56    |
| 3       | Katie Uhlaender      | Stany Zjednoczone                    | +1.72    |
| 4       | Tania Morel          | Szwajcaria                           | +2.32    |
| 5       | Carla Pavan          | Kanada                               | +2.90    |
| 6       | Michelle Steele      | Australia                            | +2.96    |
| 7       | Amy Williams         | Wielka Brytania                      | +3.03    |
| 8       | Michelle Kelly       | Kanada                               | +3.37    |
| 9       | Lindsay Alcock       | Kanada                               | +3.38    |
| 10      | Shelley Rudman       | Wielka Brytania                      | +3.79    |
| 11      | Bree Schaaf Boyer    | Stany Zjednoczone                    | +5.28    |
| 12      | Emma Lincoln-Smith   | Australia                            | +5.82    |
| 13      | Courtney Yamada      | Stany Zjednoczone                    | +5.95    |
| 14      | Monique Riekewald    | Niemcy                               | +6.24    |
| 15      | Anja Huber           | Niemcy                               | +7.32    |
| 16      | Kerstin Jürgens      | Niemcy                               | +7.65    |
| 17      | Desirée Bjerke       | Norwegia                             | +8.02    |
| 18      | Costanza Zanoletti   | Włochy                               | +11.23   |
| 19      | Jekatierina Mironowa | Rosja                                | +11.34   |
| 20      | Nozomi Komuro        | Japonia                              | +12.72   |
| 21      | Alexa Putnam         | Wyspy Dziewicze Stanów Zjednoczonych | 3:44.36  |
| 22      | Undīne Vītola        | Łotwa                                | 3:44.57  |
| DNS     | Louise Corcoran      | Nowa Zelandia                        | 2 ślizgi |

## Bobsleje

### Mężczyźni

#### Dwójki
- Data: 28 stycznia 2007

| Miejsce | Narodowość          | Zawodnik                            | czas        |
| ------- | ------------------- | ----------------------------------- | ----------- |
| 1       | Niemcy I            | André Lange Kevin Kuske             | 4:26,62 min |
| 2       | Szwajcaria I        | Ivo Rüegg Tommy Herzog              | + 0,19 s    |
| 3       | Włochy I            | Simone Bertazzo Samuele Romanini    | + 0,66 s    |
| 4       | Stany Zjednoczone I | Steven Holcomb Brock Kreitzburg     | + 0,88 s    |
| 5       | Szwajcaria II       | Daniel Schmid Thomas Lamparter      | + 0,99 s    |
| 6       | Austria II          | Wolfgang Stampfer Martin Lachkovics | + 1,53 s    |

#### Czwórki
- Data: 4 lutego 2007

| Miejsce | Narodowość          | Zawodnik                                                                 | czas        |
| ------- | ------------------- | ------------------------------------------------------------------------ | ----------- |
| 1       | Szwajcaria I        | Ivo Rüegg Thomas Lamparter Beat Hefti Cédric Grand                       | 4:20,86 min |
| 2       | Kanada I            | Pierre Lueders Ken Kotyk David Bissett Lascelles Brown                   | + 0,23 s    |
| 3       | Niemcy I            | André Lange René Hoppe Kevin Kuske Martin Putze                          | + 0,24 s    |
| 4       | Stany Zjednoczone I | Steven Holcomb Brock Kreitzburg Pavle Jovanovic Steve Mesler             | + 0,26 s    |
| 5       | Wielka Brytania I   | Lee Johnston Steven Smith Allyn Condon Dan Money                         | + 0,77 s    |
| 6       | Rosja I             | Jewgienij Popow Roman Oriesznikow Dmitrij Trunienkow Dmitrij Stiopuszkin | + 0,94 s    |

### Kobiety

#### Dwójki
- Data: 3 lutego 2007

| Miejsce | Narodowość          | Zawodnik                                  | czas        |
| ------- | ------------------- | ----------------------------------------- | ----------- |
| 1       | Niemcy II           | Sandra Kiriasis Romy Logsch               | 4:33,84 min |
| 2       | Niemcy I            | Cathleen Martini Janine Tischer           | + 2,05 s    |
| 3       | Stany Zjednoczone I | Shauna Rohbock Valerie Fleming            | + 2,43 s    |
| 4       | Niemcy III          | Susi Erdmann Anja Schneiderheinze-Stöckel | + 2,57 s    |
| 5       | Szwajcaria I        | Maya Bamert Anne Dietrich                 | + 2,75 s    |
| 6       | Kanada I            | Helen Upperton Jennifer Ciochetti         | + 2,96 s    |

## Konkurencja mieszana
- Data: 1 lutego 2007

| Miejsce | Zawodnik                                                                                | Zawodnicy         | Czas    |
| ------- | --------------------------------------------------------------------------------------- | ----------------- | ------- |
| 1       | Frank Kleber Monique Riekewald Team Sandra Kiriasis Team Karl Angerer                   | Niemcy            | 4:43:04 |
| 2       | Eric Bernotas Noelle Pikus-Pace Team Erin Pac Team Mike Kohn                            | Stany Zjednoczone | +0.17   |
| 3       | Gregor Stähli Maya Pedersen-Bieri Team Sabina Hafner Team Ivo Rüegg                     | Szwajcaria        | +0.68   |
| 4       | Paul Boehm Amy Gough Team Amanda Stepenko Team Lyndon Rush                              | Kanada            | +2.14   |
| 5       | Siergiej Czudinow Jekatierina Mironowa Team Alewtina Kowalenko Team Dimitrij Abramowicz | Rosja             | +3.58   |
| 6       | Tomass Dukurs Undīne Vītola Team Aiva Aparjode Team Mihails Arhipovs                    | Łotwa             | +4.76   |
| 7       | David Mair Teresita Bramante Team Jessica Gillarduzzi Team Andreas Mayrl                | Włochy            | +9.91   |

## Tabela medalowa
| Miejsce | Państwo           |   |   |   | Razem |
| ------- | ----------------- | - | - | - | ----- |
| 1.      | Niemcy            | 3 | 1 | 1 | 5     |
| 2.      | Kanada            | 2 | 2 | 1 | 5     |
| 3.      | Stany Zjednoczone | 1 | 2 | 3 | 6     |
| 4.      | Kanada            | 0 | 1 | 0 | 1     |
| 5.      | Włochy            | 0 | 0 | 1 | 1     |